# فهرست فرودگاه‌های جزایر ویرجین بریتانیا
این مقاله شامل فهرست فرودگاه‌های جزایر ویرجین بریتانیا است که بر پایهٔ مکان قرارگیری آن‌ها مرتب شده است.

## فرودگاه‌ها
| مکان                        | ایکائو | یاتا | نام فرودگاه                            |
| Anegada                     | TUPA   | NGD  | فرودگاه آگوست جرج                      |
| Beef Island / Tortola       | TUPJ   | EIS  | فرودگاه بین‌المللی ترانس بی. لتسام      |
| ویرجین گوردا                | TUPW   | VIJ  | فرودگاه ویرجین گوردا                   |
| ویرجین گوردا / Spanish Town | TUPG   | NSX  | فهرست فرودگاه‌های جزایر ویرجین بریتانیا |